# Mark Ravenhill
Mark Ravenhill (7 de junio de 1966) es un dramaturgo, actor y periodista británico. Sus obras incluyen a Shopping and Fucking (estrenada en 1996), Some Explicit Polaroids (1999) y Mother Clap's Molly House (2001). Hizo su debut como actor en su obra Product, en el Festival de Edimburgo en 2005. A menudo escribe artículos en la sección de arte del periódico The Guardian. Sus obras se caracterizan por exponer a menudo temas polémicos como la prostitución, la homosexualidad, la violación o la drogadicción.

## Carrera
Ravenhill creció en West Sussex, Inglaterra, y cultivó interés en el teatro a una edad temprana, realizando obras de teatro con su hermano cuando apenas era un niño. Estudió Inglés y Artes Dramáticas en la Universidad de Bristol entre 1984 y 1987. En 1997 se convirtió en el director literario de la compañía Paines Plough. En 2003, cuando Nicholas Hytner se convirtió en director artístico del Teatro Nacional, Ravenhill fue incluido en su equipo de asesores. A mediados de la década de 1990, Ravenhill fue diagnosticado como VIH positivo. Su compañero sentimental falleció a causa de la enfermedad.
Su trabajo se desarrolló principalmente en la década de 2000. Aunque en su trabajo en la década de 1990 – Shopping and Fucking, Handbag y Some Explicit Polaroids por ejemplo – trata de caracterizar a la sociedad británica de la época, sus obras a partir del nuevo milenio se volvieron más abstractas y de mayor complejidad. Su monólogo Product, es una sátira sobre las actitudes que se tomaron en cuanto al terrorismo luego de los atentados del 9/11. Su obra The Cut, estrenada en el 2006 y protagonizada por Ian McKellen, logró gran repercusión mediática. 
En noviembre de 2007 anunció en the Guardian que por el momento se concentraría en escribir material para personajes heterosexuales. En 2008 se presentaron de manera colectiva las 17 obras escritas por Ravenhill bajo el título Ravenhill for Breakfast, retituladas como Shoot/Get Treasure/Repeat. En 2009 realizó una lectura pública llamada A Life In Three Acts, que contenía la transcripción de algunas conversaciones con Bette Bourne, un actor, drag queen y activista, en el Teatro Traverse en Edimburgo.

## Obras
- Fist (1995)
- Shopping and Fucking (1996)
- Faust Is Dead (1997)
- Sleeping Around (1998)
- Handbag (1998)
- Some Explicit Polaroids (1999)
- Mother Clap's Molly House (2000)
- Feed Me (Radio Play) (2000)
- Totally Over You (2003)
- Education (2004)
- Citizenship (2005)
- Product (2005)
- The Cut (2006)
- Pool (No Water) (2006)
- Ravenhill For Breakfast (2007)
- Scenes From Family Life (2007)
- Shoot/Get Treasure/Repeat (2008)
- Over There (2009)
- The Experiment (2009)
- Ten Plagues - A Song Cycle (2011)
- Candide (2013)

## Puestas en escena
En el año 2023 en la Escuela Superior de Arte Dramático de Valencia se lleva a escena, como taller de 4º curso de interpretación, una adaptación de la obra Dispara/Coge el Tesoro/Repite, dirigida por el profesor y dramaturgo Rubén Rodríguez Lucas.